# تشارلز جاي والش
تشارلز جاي والش (بالإنجليزية: Charles J. Walsh)‏ هو كاهن كاثوليكي أمريكي، ولد في 1816، وتوفي في 1897.